# Curculiospora sydowii
Curculiospora sydowii är en svampart som beskrevs av G. Arnaud 1954. Curculiospora sydowii ingår i släktet Curculiospora, divisionen sporsäcksvampar och riket svampar.   Inga underarter finns listade i Catalogue of Life.